# Gnidia aberrans
Gnidia aberrans är en tibastväxtart som beskrevs av Charles Henry Wright. Gnidia aberrans ingår i släktet Gnidia och familjen tibastväxter. Inga underarter finns listade i Catalogue of Life.